# Élisabeth Dodel-Faure
Pour les articles homonymes, voir Faure.
Ne doit pas être confondu avec Élisabeth Faure.
Élisabeth Dodel-Faure, née le 10 juin 1872 à Issoire et morte le 30 septembre 1952 à La Sauvetat (Puy-de-Dôme), est une peintre française.

## Biographie
Élève de Louis-Antoine Retru, membre du Salon des indépendants et de la Société nationale des beaux-arts, elle expose au Salon des artistes français de 1929 la toile La Place de la Mouchette à Issoire.
Elle a travaillé à La Sauvetat et à Issoire. Certaines de ses œuvres sont conservées au musée d'Art Roger-Quillot de Clermont-Ferrand (MARQ). Elle fait partie de l'École de Murol.

## Galerie

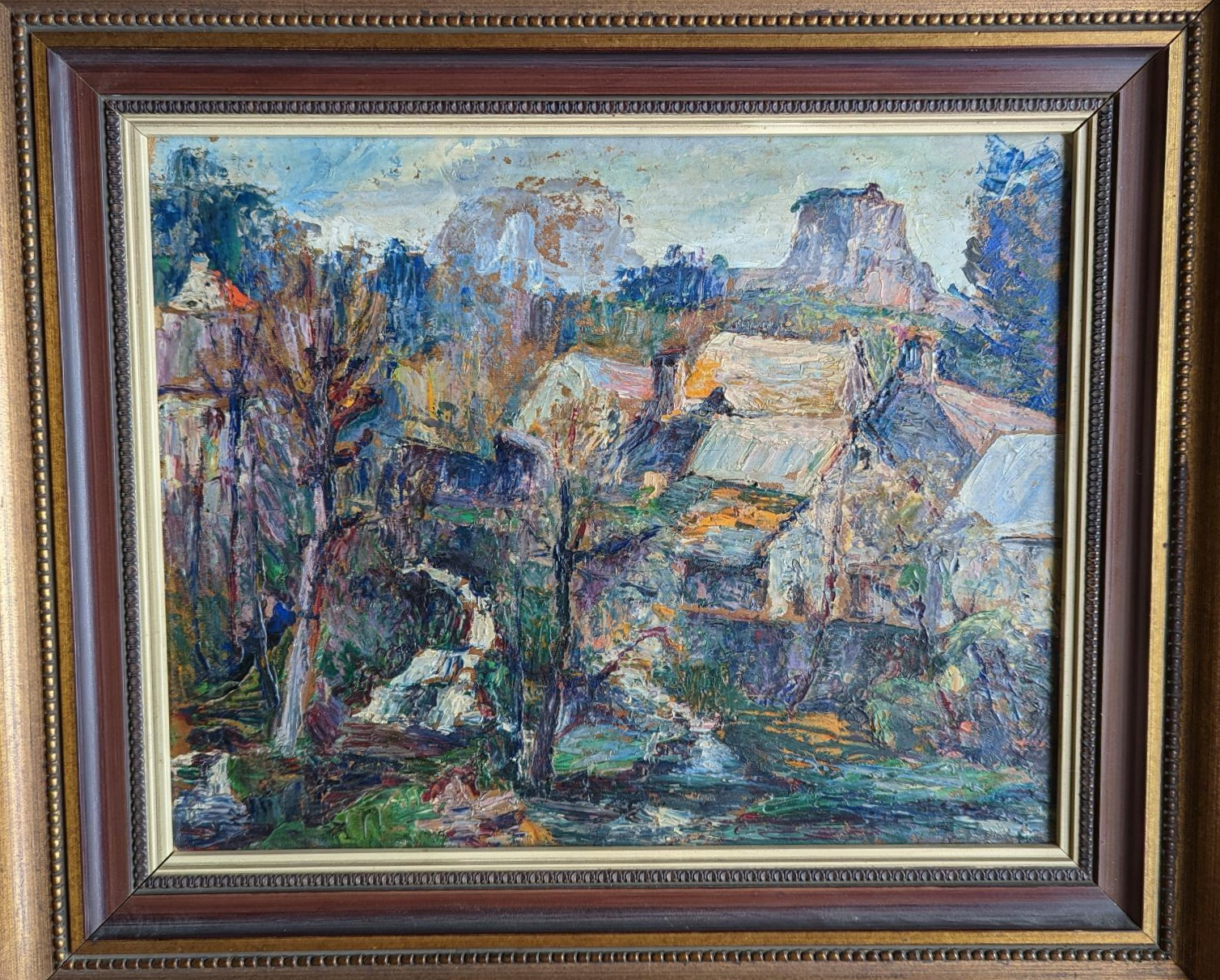
Tableau peint en 1944 par Élisabeth Dodel-Faure